# Allophylus lasiopus
Allophylus lasiopus är en kinesträdsväxtart som beskrevs av E. G. Baker. Allophylus lasiopus ingår i släktet Allophylus och familjen kinesträdsväxter. Inga underarter finns listade i Catalogue of Life.